# Ozrinići
Ozrinići (cyr. Озринићи) – wieś w Czarnogórze, w gminie Nikšić. W 2011 roku liczyła 2063 mieszkańców.